# Onciale 087
L'Onciale 087 (numerazione Gregory-Aland; "ε 27" nella numerazione Soden), è un codice manoscritto onciale del Nuovo Testamento, in lingua greca, datato paleograficamente al VI secolo.

## Descrizione
Il codice è composto da 3 spessi fogli di pergamena di 340 per 360 mm, contenenti brani il testo del Vangelo secondo Matteo (1,23-2,2; 19,3-8; 21,19-24), e del Vangelo secondo Giovanni (18,29-35). Il testo è su una sola colonna per pagina e 18 linee per colonna.
Il codice è stato diviso in due parti: Codex Codex 087 e 092b. Il codice 092b contenenti del Vangelo secondo Marco (12,32-37).

### Critica testuale
Il testo del codice è rappresentativo del tipo testuale alessandrino. Kurt Aland lo ha collocato nella Categoria II.

## Storia
Il codice 087 è conservato alla Biblioteca nazionale russa (Gr. 12.278) a San Pietroburgo.
Il 092b è conservato alla Monastero di Santa Caterina (218).